# Ulysses (tiểu thuyết)
Ulysses là tiểu thuyết gồm 3 phần của James Joyce xuất bản lần đầu năm 1922. Với ẩn dụ về sử thi Odysseus, thủ pháp dòng ý thức và nội dung được nén chặt bằng những sự kiện miên man trôi theo suy tưởng của các nhân vật diễn ra chỉ trong một ngày 16 tháng 6 năm 1904, tác phẩm được tạp chí Time đánh giá là một trong số những kiệt tác văn chương lớn nhất thế giới thế kỷ 20.

## Nhân vật
- Buck Mulligan, một tay du đãng sống trong một ngôi tháp cổ
- Stephen Dedalus, giáo viên y khoa
- Haines, một người Anh trẻ cùng sống trong tháp cổ với Mulligan và Dedalus
- Leopold Bloom, người Do Thái làm nghề quảng cáo
- Marion Tweedy Bloom, vợ Leopold Bloom, còn được gọi là Molly, là chuyên nghề ca sĩ nhưng khả năng kém
- Blazes Boylan, người Ireland, đứng ra tổ chức chương trình lưu diễn ca. Marion Tweedy Bloom được mời tham dự và đã phải lòng Blazes Boylan.
- Milly, con gái Leopold, làm việc tại hiệu chụp ảnh ở Mullingar
- Rudy, con trai Leopold chết khi mới được 11 ngày tuổi
- Paddy Dignam, bạn Leopold, chết vì đột quỵ
- Purefoy, một thiếu phụ sắp sinh con tại bệnh viện
- Simon Dedalus, con trai một người bạn cũ của Bloom

## Nội dung
Câu chuyện khởi đầu khi Buck Mulligan leo lên cầu thang của một cái tháp cổ và chuẩn bị cạo râu vào buổi rạng sáng ngày 16 tháng 6 năm 1904. Lát sau Stephen Dedalus cũng leo lên cầu thang đứng nhìn ra vịnh Dublin. Khi Mulligan nói về mặt biển lấp lánh trong ánh bình minh thì bỗng dưng Stephen nhìn thấy mẹ trong thời điểm hắn được gọi về từ Paris đứng bên giường bà đang nằm chờ chết một năm về trước. Hắn nhớ cảnh mẹ van nài hắn cầu nguyện cho linh hồn bà, nhưng hắn, do luôn chống lại các quy tắc luật lệ của nhà thờ thời thơ ấu, đã từ chối yêu cầu của mẹ.
Sau đó, Stephen và Mulligan xuống thang đi ra phố cùng với Hainex, một cậu trẻ cũng sống trong tháp cổ. Dù Hainex tỏ ra thân thiện, Stephen cũng không thể nào ưa cậu ta. Stephen cảm thấy cuộc sống hiện tại của mình trôi qua trong tình trạng vô mục đích và đồi bại khi quan hệ với Mulligan và những sinh viên y khoa khác.
Trong ngày hôm đó trường được nghỉ nửa buổi và bọn trẻ nô đùa ầm ĩ trên sân. Một học trò của Stephen không thể thực hiện việc đi tiểu theo cách đơn giản của nó và Stephen, qua hình ảnh đứa bé, chợt tái hồi thời thơ ấu của chính mình. Hắn thoải mái khi tuyên bố giải tán lớp và đi dạo một mình trên bờ biển, nghĩ về văn học, những ngày còn là sinh viên cũng như những ngày bất hạnh trong đời hắn.
Trong lúc đó, Leopold Bloom, gã người Do Thái, đã ra khỏi giường và chuẩn bị bữa ăn sáng phục vụ vợ. Là một người chồng kiên nhẫn, suốt 16 năm trời phục dịch cô vợ Marion Tweedy Bloom hành nghề ca sĩ nhưng gã không hề ca thán một lời. Tuy nhiên, gã khổ sở khi biết vợ đang phải lòng một người Ireland, Blazes Boylan, đang tổ chức chương trình lưu diễn mà vợ gã cũng tham gia. Bloom trệu trạo nhai bữa sáng rồi đọc bức thư của cô con gái Milly gửi về từ Munllingar. Lá thư gợi lại cho Bloom ý nghĩ về cậu con trai Rudy chết khi mới 11 ngày tuổi. Bloom lại đọc bức thư thêm một lần nữa và nghĩ ngợi về cậu sinh viên mà cô con gái nhắc đến trong thư, gã chợt hoảng sợ khi có ý nghĩ rồi có lẽ con gái mình sẽ lại giống mẹ. Bloom ra ngoài đi dạo buổi sáng, dừng lại ở bưu điện và lấy một bức thư gửi cho Henry Flower từ một phụ nữ tên là Martha. Gã lang thang và tạt vào nhà thờ nghe một đoạn giảng kinh, sau đó nhập vào đoàn đưa tang người bạn cũ tên là Paddy Dignam chết vì đột quỵ. Suốt tang lễ Bloom quan sát cha Coffey và lại nhớ về Rudy và người cha đã tự sát chết của gã.
Bloom tiếp tục đi đến tòa soạn thu xếp việc in quảng cáo và ở đó gã gặp Stephen. Nhìn Stephen nhưng không nói gì, gã tiếp tục rời tòa soạn đi qua cầu O'Connell và gặp cô gái Breen ở đây. Gã kể cho cô nghe về đám tang của Dignam và Breen báo cho Bloom biết cô Purefoy đã vào bệnh viện phụ sản phố Holles. Bloom lại tiếp tục lang thang ngoạn cảnh và cuối cùng tạt vào quán Davy Byrne gọi chiếc bánh, rồi vào Thư viện Quốc gia đọc báo. Tại Thư viện Quốc gia, gã gặp lại Stephen đang đỏ bừng vì hơi men sau bữa ăn trưa, đang đứng thao thao bất tuyệt trước Buck Mulligan và mấy người bạn về cái gọi là lý thuyết độc đáo của bản thân về kịch Shakespeare. Hai gã lại nhìn nhau nhưng không mở miệng nói với nhau một câu. Bloom đi đến khách sạn Ormond ăn trưa và ở đây, trước khi gã rời đi thì thấy Blazes Boylan bước vào (vì Blazes Boylan có hẹn hò với Marion Tweedy vợ của Bloom tại quán này).
Chiều cùng ngày Bloom có mặt tại cuộc tranh cãi trong quán rượu về món tiền Blazes Boylan kiếm được trong một trận đấm bốc. Bloom thoát khỏi đám đông, tiếp tục đi bộ dọc bờ sông và trong ánh hoàng hôn chạng vạng gã trông thấy Gertie Mac Dowell.
Khi trăng mọc, Bloom quyết định vào bệnh viện thăm Purefoy đang chuẩn bị sinh. Khi gã bước trên bờ cát ven vịnh thì đồng hồ nhà vị linh mục gần đấy điểm 9 giờ tối, bỗng dưng Bloom ý thức được rằng gã lại bị vợ cắm sừng. Tại bệnh viện gã biết Purefoy chưa sinh, và gã thêm một lần nữa gặp lại Stephen Dedalus đang uống với Buck Mulligan và nhóm sinh viên ở đây. Gã đã rất bực mình vì thấy con trai người bạn cũ của gã, Simon Dedalus, đang ở trong nhóm. Bloom đi cùng các sinh viên y khoa đến quán rượu gần đấy.
Lúc sau hầu như cả nhóm đều say bí tỉ, Stephen và Buck cãi nhau về việc sở hữu chìa khóa của ngôi tháp cổ. Khi nhóm giải tán, Stephen cùng một số sinh viên đi về nhà chứa tại một khu ổ chuột gần đó và Bloom cũng chậm rãi đi theo. Bloom hình dung rõ cảnh vợ gã với Blazes Boylan đang hú hí với nhau, trong khi Stephen ngất ngư say và chợt nghĩ rằng người mẹ đã chết của hắn từ mồ xuất hiện van xin hắn cầu nguyện cho bà. Hắn hoảng sợ chạy hộc tốc dọc theo con phố và bị hai binh sĩ Anh quật ngã trong cuộc ẩu đả. Bloom đưa Stephen về nhà mình trong tình trạng Stephen đã hầu như kiệt sức, chỉ im lặng và rầu rĩ nghe Bloom thuyết trình về nghệ thuật và khoa học. Bloom nài nỉ Stephen ngủ tại nhà hắn, thuyết phục Stephen từ bỏ Buck cùng nhóm bạn du đãng để đến ở cùng Bloom trong tương lai nhưng Stephen từ chối. Stephen loạng choạng bước ra đường phố yên tĩnh vào lúc chuông nhà thờ Saint George gióng lên trong đêm.
Khi giấc ngủ lơ mơ đến dần, Bloom bảo vợ hắn nhớ chuẩn bị bữa ăn sáng cho mình. Trong khi đó Marion Tweedy Bloom nằm thao thức nghĩ về người tình Blazes Boylan, nghĩ về những điều bí ẩn trong cơ thể con người, những gã đàn ông mà ả đã từng chung chạ, thời thiếu nữ của ả tại trại lính ở Gibraltar. Ả cân nhắc đến khả năng Stephen đến ở cùng gia đình ả và nhìn thấy Stephen là kẻ có văn hóa chứ không thô lỗ như ông chồng. Nghe tiếng còi tàu, ả lại nhớ lại những người yêu trong quá khứ, nhớ về bông hồng cài trên mái tóc của ả ngày được Bloom đính hôn. Những ý nghĩ triền miên kéo dài đến trên 50 trang cuối của tác phẩm. Trong lúc đó ông chồng Bloom, mà Marion Tweedy từng coi như chàng Ulysse nhân vật huyền thoại và hào hoa trong Odysseus, sau một ngày mệt mỏi vì dặt dẹo lang thang ở mọi xó xỉnh của vịnh Dublin đang ngáy vang trong bóng tối bên cạnh ả.

## Giá trị tác phẩm
Ulysses thể hiện sự nỗ lực cao độ để chiếm lĩnh và tái hiện toàn bộ cuộc sống trong một thời gian đặc biệt: 16-6-1904, một ngày bình thường như bao ngày khác với bình minh, ánh nắng mặt trời, hoàng hôn, ánh trăng, tiếng chuông nhà thờ điểm giọt thời gian; và trong một không gian đặc biệt: vịnh Dublin với đường phố, nhà ở, cửa hàng, tòa soạn báo, quán rượu, bệnh viện, nhà chứa, trường học, thư viện, bãi cát, bờ biển, dòng sông, cây cầu... Các nhân vật lang thang phiêu bạt là những ẩn dụ giễu nhại hình tượng nhân vật Ulysse, và một khu vịnh nhỏ hẹp nơi các nhân vật sự kiện dồn nén được đặt trong đối trọng với không gian rộng lớn mà sử thi Odysseus của Homer miêu tả. Bằng thủ pháp dòng ý thức, James Joyce đã thành công trong việc tái hiện từ ngoại cảnh, âm thanh, mùi vị của Dublin đến những kỷ niệm, quá khứ, hồi tưởng và cảm xúc, khát vọng, tâm tư của con người trong thế giới hiện đại, khiến tác phẩm trở thành một cột mốc trong hành trình tiểu thuyết thế giới thời hiện đại.